# Metaxmeste phrygialis
Metaxmeste phrygialis — вид лускокрилих комах родини вогнівок-трав'янок (Crambidae).

## Поширення
Вид поширений в горах Європи (Піренеї, Апенніни, Альпи, Карпати, Пирин, Скандинавські гори). Присутній у фауні України.

## Опис
Розмах крил 17—21 мм. Імаго літає з червня по серпень, залежно від місцезнаходження. Личинки трапляються у вересні та жовтні на різних гірських рослинах (чорниця, морошка, карликова верба). Живуть всередині стебла рослини.